# Carola Dertnig
Carola Dertnig (* 20. Juli 1963 in Innsbruck) ist eine österreichische Künstlerin und Professorin. Ihr Werk umfasst Performance, Videokunst, Bildende Kunst und Fotografie.

## Leben und Werk
Carola Dertnig verbrachte einen Teil ihrer Kindheit in Seefeld in Tirol und übersiedelte später nach Wien, wo ihre Mutter ein Künstlerlokal betrieb. Sie studierte von 1986 bis 1991 an der Universität für angewandte Kunst in Wien und 1990 an der École des Beaux Arts in Paris. Nach ihrem Diplom 1992 lebte sie zeitweise in New York und nahm 1997/98 am Independent Study Program des Whitney Museum of American Art teil. Danach unterrichtete sie bis 2004 Performancekunst am Fachbereich Konzeptuelle Kunst der Akademie der bildenden Künste Wien. Von 2005 bis 2006 war sie Gastprofessorin an der Universität für angewandte Kunst Wien und leitet seit 2006 den Fachbereich Performative Kunst an der Akademie der bildenden Künste Wien. 2008 hatte sie eine Gastprofessur am California Institute of the Arts. Sie forschte zur Performancegeschichte Wiens (Ausstellungen in der Kunsthalle Exnergasse des WUK 2002 und im MUMOK 2003, Veröffentlichung: Let's twist again, 2006) und zum Verhältnis zwischen Kunst und Kunstforschung.
Schwerpunkt ihrer Werke ist die Performance, wobei die Ebenen von Texten, Bildern, Live-Aktionen und Videos miteinander verflochten werden und „vordergründig Bekanntes mit vernachlässigten Rückseiten und Gegenentwürfen konfrontiert“ wird. Sie ist meist selbst Akteurin in ihren Videos, in denen Alltagssituationen bis ins Absurde übersteigert werden. Zu den zentralen Aspekten ihrer Arbeit gehören „kritisch-feministisch geprägte Blickweisen sowie ein explizites Interesse an der Politisierung von Gender“. Prägend ist „Kommunikation, die Themen wie Identität, das Selbst und seine Position in der Gesellschaft, Genderfragen oder deren Klischees betreffen“. Dabei werden diese „komplexen Themenfelder nicht verbal an den Pranger [gestellt], sondern […] mit künstlerischen Mitteln und oft mit einem entwaffnenden Augenzwinkern“ bearbeitet.
Ab Mai 2001 hatte sie im Rahmen des vom Lower Manhattan Cultural Council finanzierten Programms World Views zusammen mit anderen Künstlern ein Atelier im 91. Stock des World Trade Centers, das bei den Terroranschlägen am 11. September zerstört wurde. Die in dieser Zeit entstandenen Werke … but buildings can’talk … (Aquarelle) und a room with a view in the financial district (Video), in denen sie Geschichte und Nutzung der Twin Towers thematisiert, hatte sie in ihrer Privatwohnung aufbewahrt, so dass sie in der Ausstellung des Programms im Dezember 2001 gezeigt werden konnten.
Mit ihrer Kunstfigur Lora Sana, einer „über drei Jahrzehnte verdrängten Wiener Aktionistin“, erinnert sie an die ausgeblendete Bedeutung der Performerinnen und Künstlerinnen im Rahmen des Wiener Aktionismus und rückt insbesondere die Rolle weiblicher „Modelle“ in den Mittelpunkt, womit „das Frauenbild im und des kunsthistorischen Diskurses über den Wiener Aktionismus“ kritisch hinterfragt wird.
In der Seefeld-Trilogie (2006) behandelt sie „jene Prozesse, die durch den Tourismus in Gang gesetzt und jeweils von widersprüchlichen kollektiven und privaten Utopien durchquert werden“. Love Age hat den Kontrast zwischen privaten Träumen und der Aufgabe des Privaten zu Gunsten der Feriengäste zum Thema, Playcastle die Utopie und das Scheitern einer künstlich erschaffenen Vergnügungs- und Konsumwelt und Haus Jenewein die Zerstörung einer vom Architekten Siegfried Mazagg im Baustil der Moderne entworfenen Villa für ein im Tiroler Hüttenstil erbautes Appartementhaus.
Als sie 2011 von der Stadt Wien eingeladen wurde, auf dem Morzinplatz ein vergängliches Denkmal für die homosexuellen Opfer und Verfolgten des Naziregimes einzurichten, pflanzte sie in Richtung der einstigen Gestapo-Leitstelle im Hotel Metropol ein Blumenbeet in Form des Schriftzuges „ZU SPÄT“.
Im Jahr 2012 war sie erste Teilnehmerin des Programms Teddy Kollek Scholar/Artist in Residence in Jerusalem.
Sie fungierte als Jurorin beim Art Critics Award und den Vienna International Photo Awards und ist Vizepräsidentin der Wiener Secession. 2008 wurde sie erste Preisträgerin des Teresa-Bulgarini-Preises für zeitgenössische Kunst, 2013 wurde sie – als erste Performancekünstlerin – mit dem Österreichischen Kunstpreis für Bildende Kunst ausgezeichnet.

## Einzelausstellungen (Auswahl)
- 2024 Dancing Through Life, Offenes Kulturhaus Oberösterreich, Linz[26]
- 2019/2020 Donauspuren, Landesgalerie Niederösterreich, Krems[27]
- 2012 Again Audience, Galerie Andreas Huber, Wien[28]
- 2009 CCS-Bard College (cur. by Wendy Vogel), New York[29]
- 2008 Der Nachlass der Architektin Anna Lülja Praun, Galerie Andreas Huber, Vienna
- 2006 Galerie im Taxispalais, Innsbruck[15]
- 2005 Galerie Andreas Huber, Wien
- 2004 Equivok, Secession, Wien[30]
- 2003 Strangers –Handlungsräume 6, Salzburger Kunstverein[31]
- 2000 Flyby-Productions, Special Project Space, P.S.1 Center for Contemporary Art, Long Island (mit Pia Moos, Lori Reinauer und den Kindern vom P.S.1)
- 1999 Dancing with Remotes, Galerie T19, Wien
- 1997 Dancing with Remote –Part 1, Project Room, Artists Space, New York
- 1995 Ich will Deinen Namen nicht wissen, Brasilica, Wien
- 1993 Hausfrauen, Galerie im Andechshof, Innsbruck

## Performances und Videos (Auswahl)
- 2013 … an exile …
- 2013 Tacheles Speech, „unrest of form. imagining the political subject“, Secession, Wien
- 2012 Again audience, „Realness Respect“, Medienturm Graz[13]
- 2010 Dancereport, Accumulation and other Things.., “Performing Memory”, Symposium, Kunstraum NÖ, Wien
- 2010 … a car …
- 2009 Dégueulasse, „Breathless“ (cur. by Adam Budak), Markthalle Landstraße, Wien
- 2009 Dancereport_LA Report, “twice upon a time”, Silverman Gallery, San Francisco
- 2007 stroller 1
- 2005 Lora Sana, radikal lokal, Tanzquartier Wien[32]
- 2002 a room with a view in the financial district, futuregarden, Wien[8]
- 2002 Zimmer mit Aussicht im Finanzbezirk, basis wien
- 2001 Dancing in the Factory, Salon Lady Chutney, Wien
- 2001 revolving door
- 2001 European Cleaning Lady is interested in your Dust, Studio 1, New York
- 1997 byketrouble
- 1994 A German Roach, an American Roach and a Silverfish, Kunstraum Wien im MuseumsQuartier

## Schriften
- mit Felicitas Thun-Hohenstein (Hrsg.): Performing the Sentence. Research and Teaching in Performative Fine Arts, Sternberg Press Berlin 2014, ISBN 978-3-95679-053-9
- Lora Sana, Aktionistin, 62, in: Gender Performances: Wissen und Geschlecht in Musik, Theater, Film, S. 153–156 (Band 2 von Mdw Gender-Wissen, Universität für Musik und Darstellende Kunst Wien), Hrsg.: Andrea Ellmeier, Doris Ingrisch, Claudia Walkensteiner-Preschl, Böhlau Verlag Wien, 2011, ISBN 3205786513 (Google-Buchvorschau)
- Perform Perform Perform, Schlebrügge Verlag Wien 2011, ISBN 978-3-902833-02-0
- mit Stefanie Seibold (Hrsg.): Let's twist again: was man nicht denken kann, das soll man tanzen. Performance in Wien von 1960 bis heute: eine psychogeographische Skizze, D.E.A. Buch- und Kunstverlag Gumpoldskirchen 2006, ISBN 3-901867-16-3
- … but buildings can'talk …, Triton Verlag Wien 2002, ISBN 3-85486-148-6

## Auszeichnungen
- 2006 Kunstpreis der Stadt Innsbruck, Fotografie
- 2006 Preis der Stadt Wien für Bildende Kunst
- 2008 Teresa-Bulgarini-Preis
- 2009 Tiroler Landespreis für zeitgenössische Kunst[33]
- 2013 Österreichischer Kunstpreis für Bildende Kunst
- 2022 Niederösterreichischer Kulturpreis – Anerkennungspreis in der Sparte Bildende Kunst[34]